# Didactylia pictipennis
Didactylia pictipennis är en skalbaggsart som beskrevs av Leon Fairmaire 1897. Didactylia pictipennis ingår i släktet Didactylia och familjen Aphodiidae. Inga underarter finns listade i Catalogue of Life.